# Aardbei
De aardbei of tuinaardbei (Fragaria × ananassa) is een veelgeteelde kruising tussen twee Amerikaanse aardbeisoorten, en vooral bekend om zijn eetbare vruchten. De ouders van de kruising zijn de van de Noord-Amerikaanse oostkust afkomstige soort Fragaria virginiana en de van westkust van beide Amerika's afkomstige soort Fragaria chiloensis. Van deze hybride zijn vele honderden rassen in cultuur. Botanisch gezien is het fruit van de aardbei een schijnvrucht. De echte vruchten zijn nootjes, en herkenbaar als pitjes op het oppervlak van de schijnvrucht.

## Geschiedenis
In de Romeinse literatuur werd de aardbei genoemd, zij het niet vaak. Apuleius noemde hem om zijn medicinaal gebruik, Vergilius en Ovidius noemden de plant als een in het wild voorkomende vrucht. Plinius vermeldde de vrucht als een natuurlijk product van Italië. In de 14e eeuw begonnen de Fransen de bosaardbei (Fragaria vesca) uit het wild in hun tuinen aan te planten. De vruchten waren klein en de planten waren niet erg productief. Over Fragaria viridis werd vanaf de tweede helft van de 16e eeuw geschreven. De eerste vermelding van de derde Europese soort, de grote bosaardbei (Fragaria moschata) was vermoedelijk als "Fragaria & Fraga maiore alba" in Mathias de Lobel's Plantarum seu stirpium historia van 1576. De volgende vermelding was pas in 1613 als "Fraga fructu magno" in Besler's Hortus Eystettensis. De bosaardbei en heuvelaardbei zijn diploïd (2n=14), de grote bosaardbei is hexaploïd (2n=42).
De aardbei waarvan tegenwoordig het overgrote deel van het in de handel verkrijgbare fruit afkomstig is, ontstond kort na 1750 in Bretagne. In de 17e en 18e eeuw zijn uit de beide Amerika's eerst de octoploïde soort Fragaria virginiana (oostkust van Noord-Amerika) en daarna, in 1714, de eveneens octoploïde soort Fragaria chiloensis (westkust van beide Amerika's) in Europa ingevoerd. Van de laatste werd al snel duidelijk dat die geen vruchten gaf, tenzij er planten van de grote bosaardbei of van Fragaria virginiana in de buurt stonden. In 1766 werd de kruising tussen de twee voor het eerst uitvoerig beschreven door Antoine Nicolas Duchesne. Hij gaf aan de door hem beschreven vorm de naam "Fragaria ananassa". Duchesne vatte echter alle door hem behandelde aardbeien op als rassen van één soort, en daarmee was de door hem gepubliceerde naam niet geldig als naam voor een soort of kruising. In 1771 vermeldde Richard Weston de naam als Fragaria chiloensis var. ananassa, waarmee hij als eerste een geldige wetenschappelijke naam publiceerde. Hij verwees daarbij naar Henri Louis Duhamel du Monceau, die deze aardbei in 1768 in zijn Traité des arbres fruitiers (Pomona Gallica) had behandeld, en op zijn beurt verwees naar "Fragaria ananassa" van Duchesne ("Du Ch."). Uiteindelijk was het François Rozier die deze aardbei de naam Fragaria ananassa gaf. Dat hij het taxon niet als hybride maar als soort opvatte, doet aan de geldigheid van de naam niet af.
In Californië werden vooral aardbeien geteeld met een vrucht die ongeveer zo hard was als een appel. De in Europa geteelde vruchten waren daarentegen zacht. Kruisingen tussen deze twee typen aardbeirassen hebben de tegenwoordige, stevige rassen opgeleverd, die hierdoor goed over grote afstanden getransporteerd kunnen worden.

## Teelt

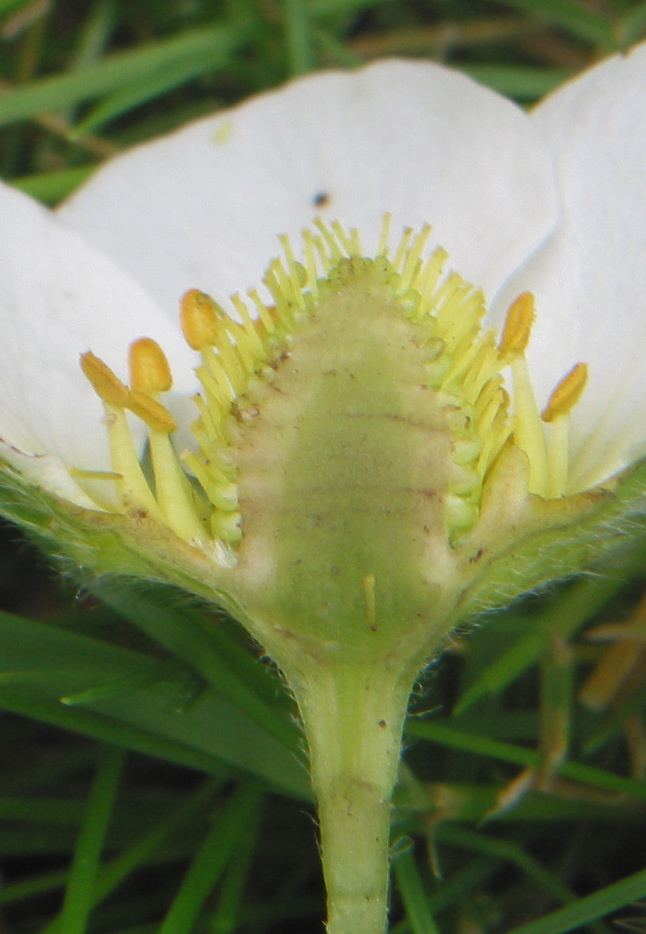
Lengtedoorsnede van de vlezige bloembodem van een aardbei

Aardbeien kunnen in de volle grond worden geteeld, onder glas en onder plastic. Door vervroeging en verlating kunnen in de Benelux vanaf eind februari tot eind december, dus bijna het hele jaar door, aardbeien geoogst worden. Sommige kwekers proberen deze periode op te rekken tot jaarrond door onder andere gebruik te maken van verwarming in de winter en koeling in de zomer. Ook de toevoeging van extra CO2 komt de opbrengst ten goede.
De meeste aardbeienrassen zijn zelffertiel, waardoor geen kruisbestuiving nodig is. Een goede bestuiving door wind en/of insecten (bijen en hommels) is echter noodzakelijk voor het verkrijgen van goedgevormde, volledig uitgegroeide vruchten. Bij de doordragende rassen heeft gedurende de gehele zomer bloemaanleg, bloei en vruchtzetting plaats. Bij sommige rassen kan de bloemaanleg in een erg warme zomer meer of minder stagneren. Bij deze rijkbloeiende rassen worden van iedere bloeiwijze meestal slechts de eerste drie tot vijf vruchten geoogst. Daarna wordt de bloemstengel met hieraan nog onrijpe vruchten verwijderd om de vruchtgrootte op peil te houden.
Een ras dat kruisbestuiving met een ander ras nodig heeft, is 'Mieze Schindler'.

## Vermeerdering
Aardbeien kunnen vegetatief vermeerderd worden. De plant vormt uitlopers waaraan weer planten gevormd worden. Gezonde planten kunnen tot 10 uitlopers vormen. Voor de normale teelt in de vollegrond worden deze planten eind juli en begin augustus uitgepoot. Het daaropvolgende jaar kunnen dan van deze planten aardbeien geoogst worden. In de professionele teelt worden de planten na de oogst vernietigd, waarna herplant met nieuwe planten plaatsheeft. Het laten staan van de planten om het jaar daarop er weer van te oogsten heeft als nadeel dat de vruchten kleiner worden en door de bossige groei de vruchten sneller aangetast kunnen worden door vruchtrot.

## Rassen
Het meest geteelde ras in België en Nederland is 'Elsanta' met de dochter 'Sonata'. Enkele rassen zijn 'Korona', 'Vima Zanta', 'Lambada', 'Elianny' en 'Pineberry'. Het allervroegste ras is 'Karina', maar dit geeft weinig vruchten. Het meest vroege ras met goede vruchtopbrengst is Flair, zelfs bij koude temperaturen blijft de vruchtopbrengst goed.
Doordragende rassen zijn onder andere 'Prize', 'Harmony', voorheen bekend als 'P061103V', 'Malling Pearl', 'Ava', 'Rapella', 'Evita', 'Everest', 'Vima Rina', 'Selva', 'Koning Kim', 'Everglade' en 'Ostara'. Een steeds populairder wordend doordragend ras is Favori, die bekend staat om zijn mooie vruchten en goede smaak.

## Ziekten, plagen en beschadigingen
Vruchtrot (Botrytis cinerea) is een van de belangrijkste ziekten. Tijdens de bloei treedt al besmetting op, die pas bij de rijping van de vrucht zichtbaar wordt. Ook bodemschimmels als verwelkingsziekte (Verticillium albo-atrum, Verticillium dahliae), roodwortelrot (Phytophthora fragariae var. fragariae) en stengelbasisrot (Phytophthora cactorum) komen veel voor. De bladeren en ook vruchten kunnen worden aangetast door meeldauw (Sphaerotheca aphani). Ook kan rode-vlekkenziekte (Diplocarpon earlianum), paarsrode vlekken op bladeren en bladstelen en witte-vlekkenziekte (Mycosphaerella fragariae) optreden. De witte-vlekkenziekte veroorzaakt grijswitte tot witte vlekjes omgeven door een paarsrode rand.
Daarnaast kunnen kevers schade toebrengen, zoals de aardbeistengelsteker, de aardbeibloesemsteker en de aardbeiloopkever. De aardbeistengelstekers steken de bladeren en bloemtrossen van de plant af, zodat deze verwelken. De aardbeiloopkever vreet 's nachts de gele zaadjes uit de dopvruchtjes van de aardbei op. Ook muizen eten de gele zaadjes.
Slakken veroorzaken eveneens vaak schade aan de plantjes of de vruchten. In sommige gevallen eten ze zelfs de hele oogst op. Vaak worden (kleinere) aardbeienbedden daarom voorzien van een "muurtje" van kleine, scherpe steentjes of geplette schelpen, dit omdat een slak niet graag over scherpe randjes glijdt.
Trips, spint en luis zijn nog drie bedreigingen voor de aardbeiteelt. In de professionele aardbeienteelt gaat men de gewassen beschermen met een geïntegreerde aanpak: een combinatie van biologische bestrijdingsmiddelen en chemische middelen. Men gaat vaak preventief deze plagen aanpakken omdat de reactietijd vaak veel te kort is om effectief een aanval te bestrijden.
Sinds 2013 waarschuwen teeltbegeleiders voor de suzuki-fruitvlieg (Drosophila suzukii), die erg schadelijk is voor het zacht fruit. Om deze te bestrijden plaatst men monitoringsvallen. Bij vaststelling dat de vlieg op het kweekbed voorkomt, kan een professionele teler het biologische middel Tracer gebruiken. De werkzame stof spinosad is een bodembacterie die ook in de natuur voorkomt. Dit middel is ook effectief in de bestrijding van trips, rups en koolvlieg.

## Wereldwijde productie
| Topproducenten van aardbeien 2018 | Topproducenten van aardbeien 2018 |
| Land                              | Productie (ton)                   |
| --------------------------------- | --------------------------------- |
| China                             | 2.955.453                         |
| Verenigde Staten                  | 1.296.272                         |
| Mexico                            | 653.639                           |
| Turkije                           | 440.968                           |
| Egypte                            | 362.639                           |
| Spanje                            | 344.679                           |
| Zuid-Korea                        | 213.054                           |
| Rusland                           | 199.000                           |
| Polen                             | 195.578                           |
| Japan                             | 163.486                           |
| Marokko                           | 143.440                           |
| Duitsland                         | 141.693                           |
| Verenigd Koninkrijk               | 131.639                           |
| Italië                            | 119.223                           |

## Consumptie
Verse aardbeien hebben een hoog vitamine C-gehalte: 64 mg per 100 g. Verse aardbeien kunnen – vooral bij kinderen – bij consumptie allergische reacties zoals netelroos uitlokken.
Aardbeien worden veel gebruikt voor jam. In de industrie wordt hiervoor meestal diepvriespulp uit onder andere Polen gebruikt. Daarnaast wordt de aardbei vanwege zijn sterke aroma als smaakversterker gebruikt in onder andere yoghurt. Aardbeien bevatten per 100 gram ongeveer 6,5 gram koolhydraten.

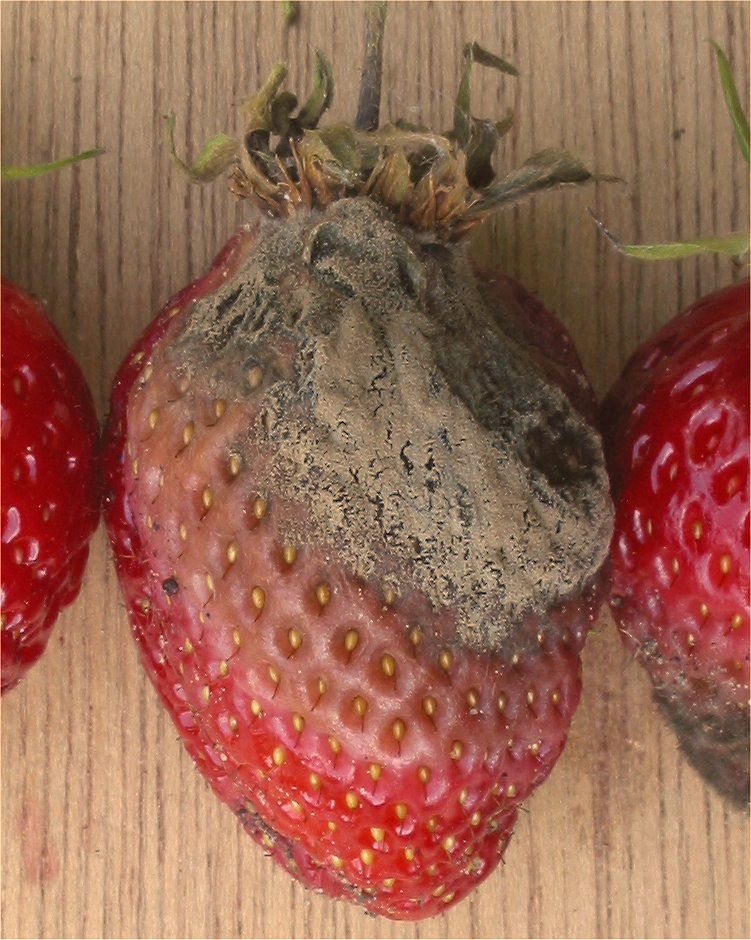
Vruchtrot bij 'Lambada'
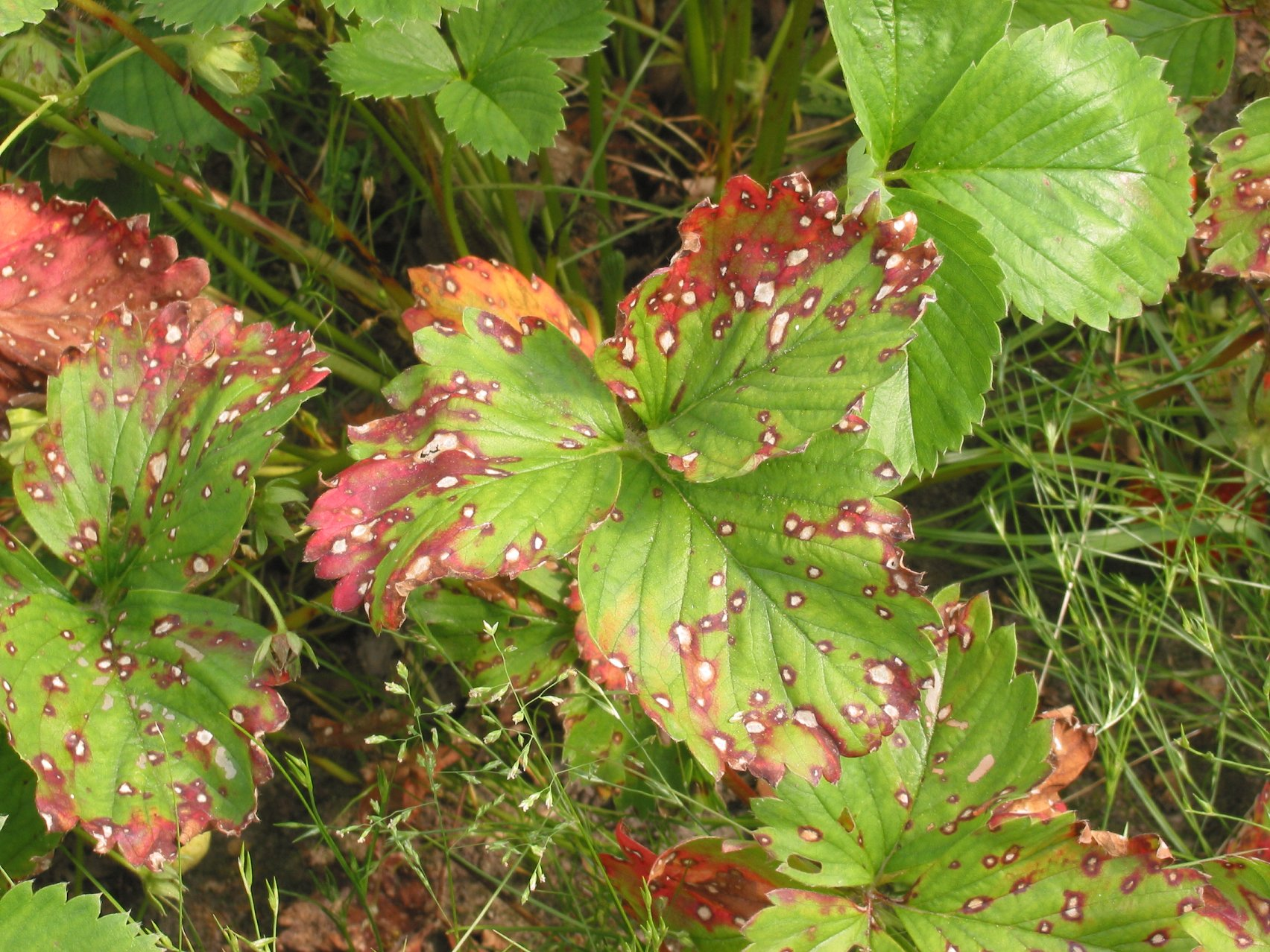
Rode-vlekkenziekte
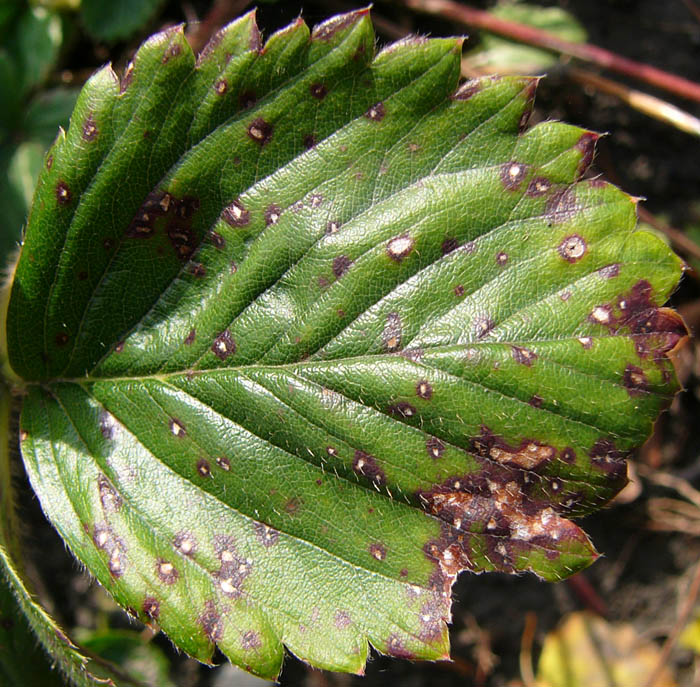
Witte-vlekkenziekte
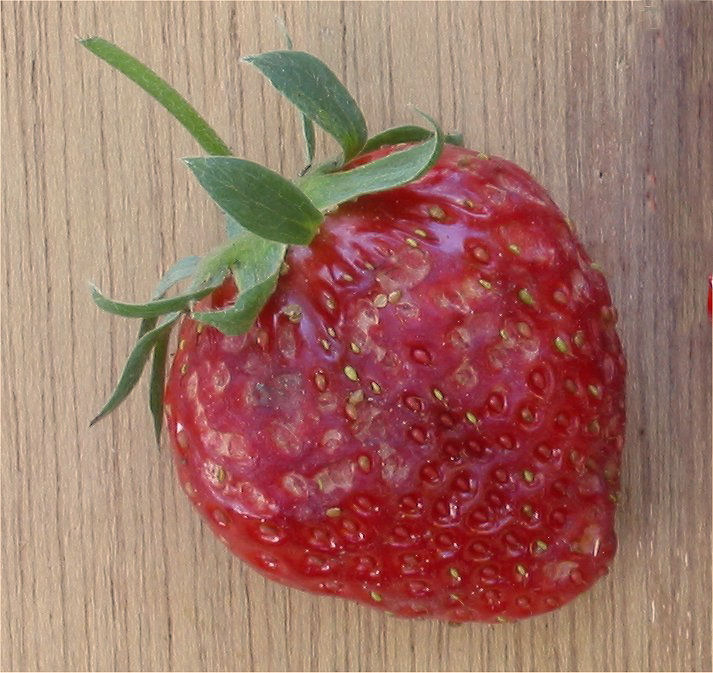
Muizenschade
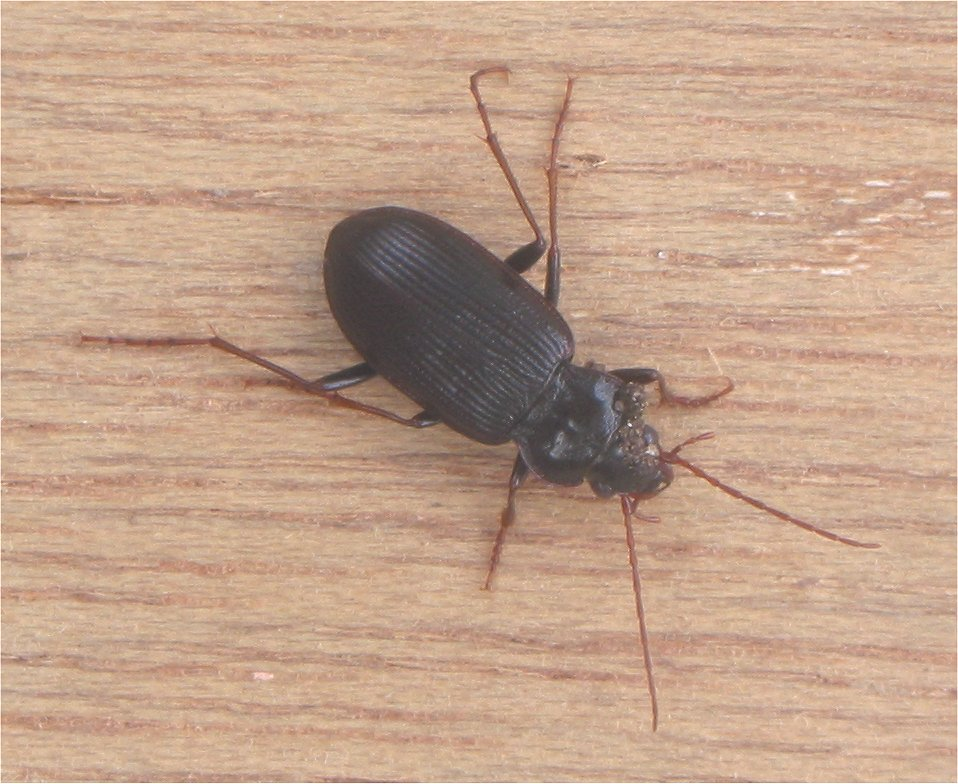
Aardbeiloopkever (Harpalus rufipes)
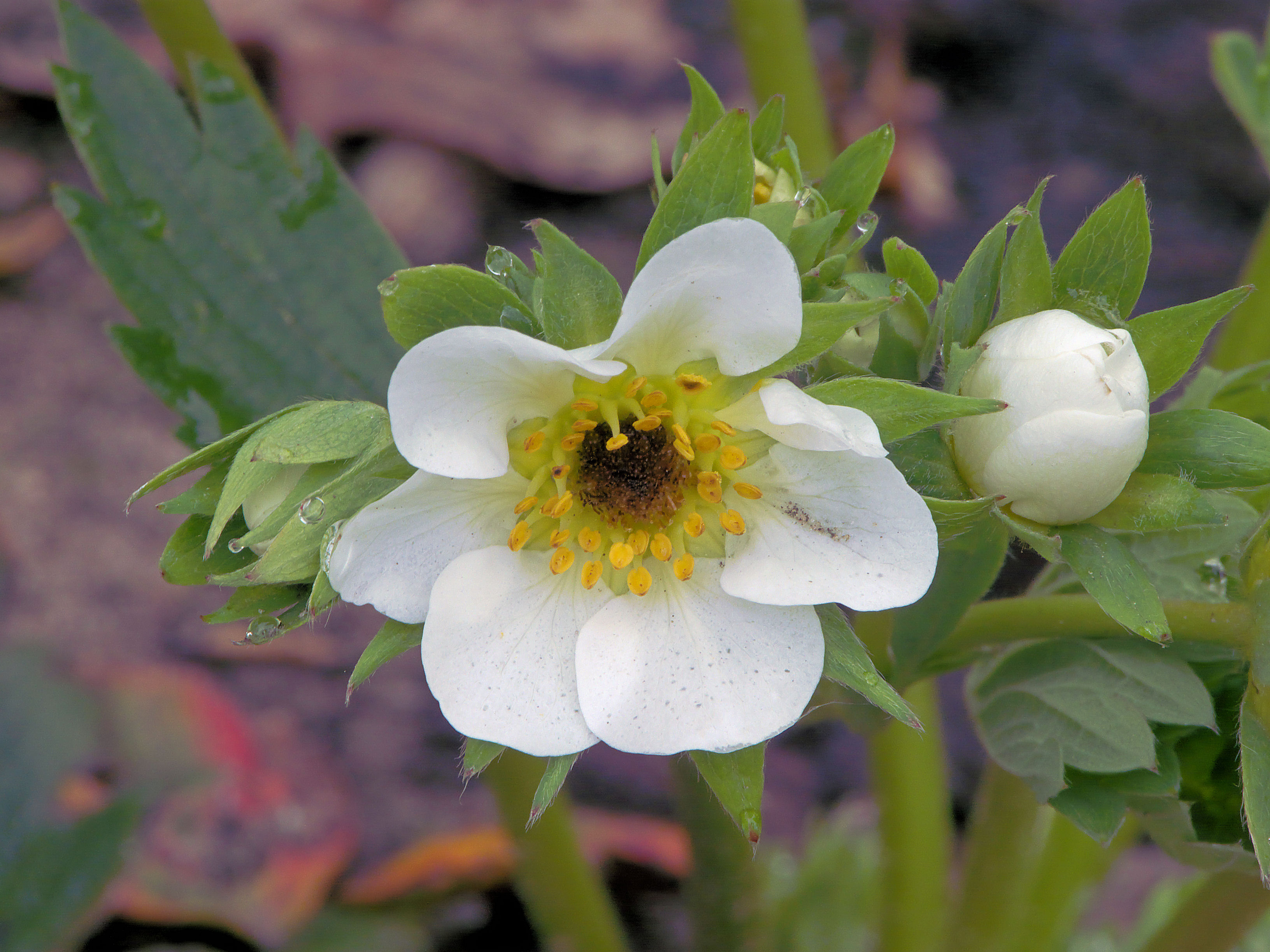
Vorstschade bij 'Lambada'